# Зарітап
Зарітап (вірм. Զառիթափ) — село в марзі Вайоц-Дзор, на півдні Вірменії. Село розташоване у 12 ки на південний схід від міста Вайк та за 26 км на південний схід від міста Єхегнадзор. За час село було перейменоване на честь Мешаді Азізбекова, азербайджанський більшовик і один з 26 бакинських комісарів.

## Видатні уродженці
- Маргарян Хачатур — вірменський педагог, письменник, художник, журналіст, кінорежисер.[1]